# Gibbs-Duhem-Gleichung
Die Gibbs-Duhem-Gleichung (nach Josiah Willard Gibbs und Pierre Duhem) beschreibt in einem thermodynamischen System den Zusammenhang zwischen den Änderungen der chemischen Potentiale der Komponenten.

## Formulierung
{\displaystyle \sum _{i}n_{i}\mathrm {d} \mu _{i}=-S\mathrm {d} T+V\mathrm {d} p}
Hierbei bezeichnet
- {\displaystyle n_{i}} die Stoffmenge der Systemkomponente i
- {\displaystyle \mathrm {d} \mu _{i}} das totale Differential des chemischen Potentials {\displaystyle \mu _{i}} der Systemkomponente {\displaystyle i}
- S die Entropie
- T die absolute Temperatur
- V das Volumen
- p den Druck.

Oft wird die Gibbs-Duhem-Gleichung bei gleichzeitig isothermer und isobarer Prozessführung verwendet. Dann folgt:
{\displaystyle \mathrm {d} T=0;\;\mathrm {d} p=0\Rightarrow \sum _{i}n_{i}\mathrm {d} \mu _{i}=0}
Bei einem solchen Prozess verschwindet also die Summe der Produkte aus der Stoffmenge {\displaystyle n_{i}} der einzelnen Komponente und der Änderung ihres chemischen Potentials {\displaystyle \mu _{i}.}

## Bedeutung
Die Gibbs-Duhem-Gleichung ist von großem Interesse für die Thermodynamik, da sie aufzeigt, dass in einem thermodynamischen System nicht alle intensiven Variablen (Variablen wie Temperatur, Druck, chemisches Potential, die nicht von der Menge einer Substanz abhängen) unabhängig voneinander veränderlich sind.
Nimmt man z. B. die Temperatur und den Druck als veränderlich an, so können nur noch {\displaystyle i-1} der {\displaystyle i} Komponenten voneinander unabhängige chemische Potentiale aufweisen. Hieraus folgt die Gibbs’sche Phasenregel, die die Anzahl der möglichen Freiheitsgrade für dieses System angibt.

## Herleitung
Die Gibbs-Energie ist eine positiv homogene Funktion vom Grade {\displaystyle 1} in den {\displaystyle k} Stoffmengen {\displaystyle n_{1},...,n_{k}}; das heißt für jedes {\displaystyle \lambda \in \mathbb {R} } und {\displaystyle \lambda >0} gilt:
{\displaystyle \lambda G(T,p,n_{1},...,n_{k})=G(T,p,\lambda n_{1},...,\lambda n_{k})}. Daher gilt für die Gibbs-Energie die Eulersche Homogenitätsrelation:
{\displaystyle G(T,p,n_{1},...,n_{k})=\sum _{i}n_{i}{\frac {\partial G(T,p,n_{1},...,n_{k})}{\partial n_{i}}}=\sum _{i}n_{i}\mu _{i}}
Somit gilt für das totale Differential
{\displaystyle \mathrm {d} G=\sum _{i}n_{i}\mathrm {d} \mu _{i}+\sum _{i}\mu _{i}\mathrm {d} n_{i}}
Andrerseits gilt wegen der Definition von {\displaystyle G}
{\displaystyle \mathrm {d} G=-S\mathrm {d} T+V\mathrm {d} p+\sum _{i}\mu _{i}\mathrm {d} n_{i}.}
Aus dem Vergleich der beiden Ausdrücke folgt die Gibbs-Duhem-Gleichung:
{\displaystyle \sum _{i}n_{i}\mathrm {d} \mu _{i}=-S\mathrm {d} T+V\mathrm {d} p}